# میکائلا مووسفسکی
میکائلا مووسفسکی (انگلیسی: Michaela Moťovská؛ زادهٔ ۲۴ سپتامبر ۱۹۹۷) بازیکن فوتبال اهل اسلواکی است.
وی همچنین در تیم ملی فوتبال Slovakia بازی کرده‌است.